# 王瑒
王瑒（523年—576年6月24日），表字子璵（《南史》作子瑛），琅邪郡臨沂县人，南朝梁、南朝陳政治人物。陈宣帝时尚书左仆射。

## 生平
王瑒是王沖的第十二子。梁武帝大同年間，王瑒初任秘書郎，转任太子洗馬。梁元帝召为中書侍郎，在殿省宿直，依然掌管相府管記。出任東宮内史，转任太子中庶子。生母去世，他回到丹陽服喪。承聖三年（554年），西魏攻陷江陵，蕭方智称梁王，任命王瑒为仁威将軍、尚書吏部郎中。承聖四年（555年），貞陽侯蕭淵明称帝，以蕭方智为太子，王瑒受散騎常侍之位，仕於東宮。
紹泰二年（556年），陳霸先担任司徒，以王瑒为司徒左長史。永定元年（557年），陳霸先建立陈朝，王瑒代行五兵尚書。永定三年（559年），陳文帝即位，王瑒受散騎常侍之位，兼太子庶子，仕於東宮。转任左驍騎将軍、太子中庶子。天康元年（566年），太子陈伯宗即位，王瑒以侍中领左驍騎将軍。光大元年（567年），父亲王沖去世，王瑒辞职服喪。王瑒性情宽和，居职循公奉法，治家和睦，兄弟三十余人，都受到过他的规劝。
陳宣帝即位，太建元年（569年）王瑒再为侍中、左驍騎将軍。太建年間转任度支尚書，兼羽林監。出任信威将軍、雲麾始興王長史。代行州府事務。没有赴任，转任中書令。太建五年（573年）十月，任吏部尚書。太建六年（574年）十二月，担任尚書右僕射。太建七年（575年）六月，尚書僕射。十二月，任尚書左僕射。太建八年（576年）五月，王瑒去世。享年五十四岁。追贈侍中、特進、護軍将軍，諡光子。

## 家庭

### 兄弟姐妹
- 王瑜，南陈侍中、贞子
- 王珉，曾作为人质前往北齐军中
- 王玩，南陈黄门侍郎、华容公
- 王瑱，南陈秘书监、侍中
- 王球，南陈太子庶子
- 王琰，南陈中书侍郎、御史中丞、都官尚书

### 子女
- 王泳之，唐朝齐州刺史[2]

## 延伸阅读
[在维基数据编辑]
 《陳書/卷23》，出自姚思廉《陳書》